# Dichochrysa teiresias
Dichochrysa teiresias is een insect uit de familie van de gaasvliegen (Chrysopidae), die tot de orde netvleugeligen (Neuroptera) behoort. 
Dichochrysa teiresias is voor het eerst wetenschappelijk beschreven door Hölzel & Ohm in 1982.